# Daniel Varela

Daniel Varela es un futbolista costarricense, se desempeña como mediocampista, su equipo actual es Belén FC.

## Selección nacional

### Participaciones en Copas del Mundo
| Mundial                               | Sede          | Resultado        |
| ------------------------------------- | ------------- | ---------------- |
| Copa Mundial de Fútbol Sub-17 de 2007 | Corea del Sur | Octavos de final |
| Copa Mundial de Fútbol Sub-20 de 2009 | Egipto        | Semifinales      |

## Clubes
| Club               | País       | Año               |
| ------------------ | ---------- | ----------------- |
| Brujas FC          | Costa Rica | 2009 - 2010       |
| Santos de Guápiles | Costa Rica | 2011              |
| San Carlos         | Costa Rica | 2011 - 2012       |
| Belén FC           | Costa Rica | 2013 - Actualidad |